# Brigata marina “San Marco”

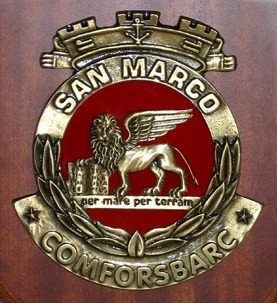
Wappen der Brigade

Die San-Marco-Brigade (Brigata marina “San Marco”) in Brindisi bildet seit März 2013 den neuen organisatorischen Rahmen der italienischen Marineinfanterie. Unter der Bezeichnung San Marco, die sich auf den Evangelisten Markus und auf den Markuslöwen Venedigs bezieht, besteht seit 1919 ein Marineinfanterieverband, der je nach Bedarf als Bataillon, Regiment oder Brigade organisiert war, in einem Sonderfall auch als Division. Die derzeitige Brigade entstand durch eine Neuordnung des Landungskräftekommandos (COMFORSBARC) der italienischen Marine, wobei dessen amphibisches San-Marco-Regiment innerhalb der neuen San-Marco-Brigade zusammen zwei weiteren Regimentern und kleineren Einheiten fortbesteht.

## Geschichte

### Vorläufer
Die italienische Marine steht in direkter Nachfolge der Marine des Königreiches Sardinien-Piemont. Als Vorläufer des San-Marco-Regiments gilt das 1713 aus dem Regiment Nizza entstandene Marineinfanterie-Regiment La Marina, das an den europäischen Erbfolgekriegen des 18. Jahrhunderts teilnahm und im Ersten Koalitionskrieg in Ligurien kämpfte, bis es 1796 den Revolutionstruppen Napoleons unterlag. Nach der Wiederaufstellung im Jahr 1814 kam es als (7.) Infanterieregiment Cuneo zum Heer und nahm als solches mit Marinepersonal am ersten italienischen Unabhängigkeitskrieg teil. Kurz vor der Einigung Italiens entstand das Marineinfanterie-Bataillon Real Navi, das 1861 zu einem Regiment vergrößert wurde und zusammen mit einem Bersaglieri-Regiment des Heeres bis 1878 die Marineinfanterie-Truppe Fanteria Real Marina bildete. Auch nach deren Auflösung gab es Marine-Füsiliere auf Kriegsschiffen und Marinestützpunkten, die aber in wesentlich kleineren Einheiten zusammengefasst waren. In dieser Form nahmen italienische Marineinfanteristen unter anderem an der Niederschlagung des Boxeraufstandes in China teil sowie an der Landung in Libyen während des italienisch-türkischen Krieges.

### 1915 bis 1945
Im Ersten Weltkrieg wurde mit Marineinfanteristen und anderem Marinepersonal inoffiziell eine „Marinebrigade“ aufgestellt, die aus einem Infanterie- und aus einem Artillerie-Regiment bestand. Nach der italienischen Niederlage in der zwölften Isonzoschlacht und dem Rückzug zum Piave wurde die Brigade im November 1917 mit zusätzlichem, von Kriegsschiffen und sonstigen Dienststellen abgezogenem Personal am Unterlauf des Piave und am östlichen Ende der Lagune von Venedig eingesetzt. Dort zeichneten sich die Bataillone Monfalcone, Grado, Caorle und Golametto besonders aus. 1918 wurde das Bataillon Monfalcone nach dem gefallenen Bataillonskommandeur Andrea Bafile umbenannt und ein fünftes Bataillon (Navi) für das Infanterieregiment der Brigade aufgestellt.

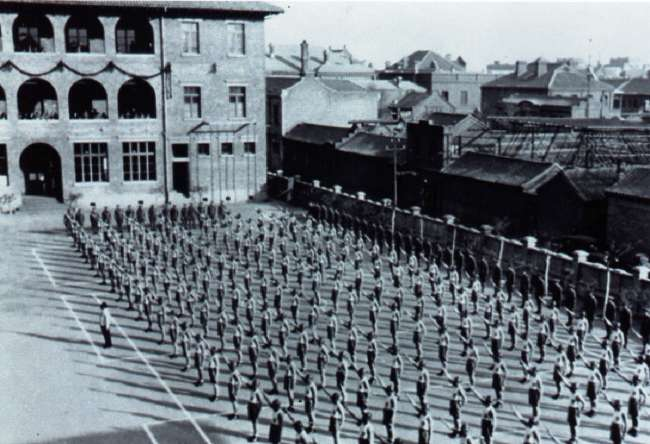
San-Marco-Bataillon in der Carlotto-Kaserne im chinesischen Tianjin

Nach dem Krieg entstand mit königlichem Dekret vom 17. März 1919 aus der Brigade ein Marineinfanterie-Verband, der kurz darauf vom Bürgermeister Venedigs als Anerkennung für die militärischen Leistungen an der Lagune und am Piave den Namen San Marco und das Stadtwappen mit dem Markuslöwen erhielt. Im weiteren Verlauf verkleinerte man den Verband zu einem Bataillon. Ab 1925 schützte ein Großteil des San-Marco-Bataillons die italienische Konzession im chinesischen Tianjin. 1940 wurde es in Pola zu einem Regiment mit den Bataillonen Grado und Bafile vergrößert, danach stellte man schrittweise die übrigen drei Bataillone des Ersten Weltkriegs und zwei zusätzliche Bataillone auf. Im Zweiten Weltkrieg kämpften Teile des Regiments von November 1941 bis Mai 1943 in Nordafrika, insbesondere in Tobruk. Im Mai 1943 verteidigten Marineinfanteristen des Regiments bei Cap Bon die letzten Stellungen der Achse auf afrikanischem Boden. Nach dem Waffenstillstand von Cassibile und der deutschen Besetzung Italiens kämpfte das Regiment bis 1945 auf Seiten der Alliierten, wobei sie italienischen Marineinfanteristen die Einnahme Venedigs überließen. Die faschistische italienische Sozialrepublik stellte mit deutscher Unterstützung 1944 eine Division auf, die den Namen San Marco trug. Neben ehemaligen Marineinfanteristen des San-Marco-Regiments bestand sie vor allem aus Heeressoldaten, die den Kampf gegen die Alliierten auf deutscher Seite fortsetzen wollten.

### Nach 1945
Unmittelbar nach Kriegsende wurde das San-Marco-Regiment einige Monate vorwiegend zum Schutz der öffentlichen Ordnung eingesetzt und dann im August 1946 aufgelöst. Spannungen mit Jugoslawien wegen der ungelösten Triest-Frage führten im März 1948 zur Wiederaufstellung des San-Marco-Bataillons in Villa Vicentina. 1951 wurde es Teil einer amphibischen Kampfgruppe (Settore Forze Lagunari), die auch aus den Heeresbataillonen Piave und Marghera bestand. Offiziell sicherte die Kampfgruppe im Kalten Krieg die lagunenreiche Südflanke des Feldheeres im Nordosten Italiens, de facto richtete sie sich aber auch gegen Jugoslawien. Nachdem man Ende 1954 das Triest-Problem gelöst hatte, zog sich die Marine 1956 aus der Kampfgruppe zurück und löste das San-Marco-Bataillon in Villa Vicentina auf. Als Ersatz stellte das Heer dort das amphibische Bataillon Isonzo auf, das zusammen mit den beiden genannten Heeres-Bataillonen die amphibischen Heereskampfgruppe bildete, aus der dann die heutigen Lagunari hervorgingen.
Die Marine schickte ihre Marineinfanteristen, bei denen es sich nunmehr um eine kleine Sicherungstruppe handelte, weiterhin zur Ausbildung nach Villa Vicentina, bis Anfang 1965 das San-Marco-Bataillon in La Spezia, Cesano und Siena wieder aufgebaut wurde. Nachdem man es zwei Jahre auf verschiedenen Schiffen stationiert hatte, kam es 1967 nach Tarent und 1971 nach Brindisi, wo es in einem Vorort 1991 eine neue Kaserne bezog. Einen ersten Auslandseinsatz absolvierte es 1982 unter General Franco Angioni im Libanon, es folgten Einsätze im Persischen Golf, in Somalia, im ehemaligen Jugoslawien, in Albanien, Eritrea, im Irak und in Afghanistan sowie an anderen Orten. In den 1990er Jahren wurde es wegen der zunehmenden Auslandseinsätze zu einem Regiment verstärkt und um ein Unterstützungsregiment ergänzt, mit dem es die amphibische Truppe der Marine bildete (COMFORSBARC). Die Kooperation mit den Lagunari des Heeres wurde 2005 durch die Einrichtung eines gemeinsamen Führungsstabes in Brindisi weiter gefestigt (Forza di Proiezione dal Mare). Zum 1. März 2013 entstand aus COMFORSBARC die San-Marco-Brigade mit drei Regimentern, in welche auch die Objektschutz-Einheiten der Marine eingegliedert wurden.
Sowohl die San-Marco-Brigade als auch die Lagunari haben den Markuslöwen im Wappen und sehen sich in der Tradition der venezianischen Marineinfanterie, die anlässlich des Vierten Kreuzzugs erstmals aufgestellt wurde und von der Mitte des 16. Jahrhunderts bis 1797 permanent bestand. Für die in Süditalien stationierte San-Marco-Brigade spielt historisch auch die von John Acton aufgestellte Marineinfanterie des Königreichs Neapel eine Rolle.

## Organisation

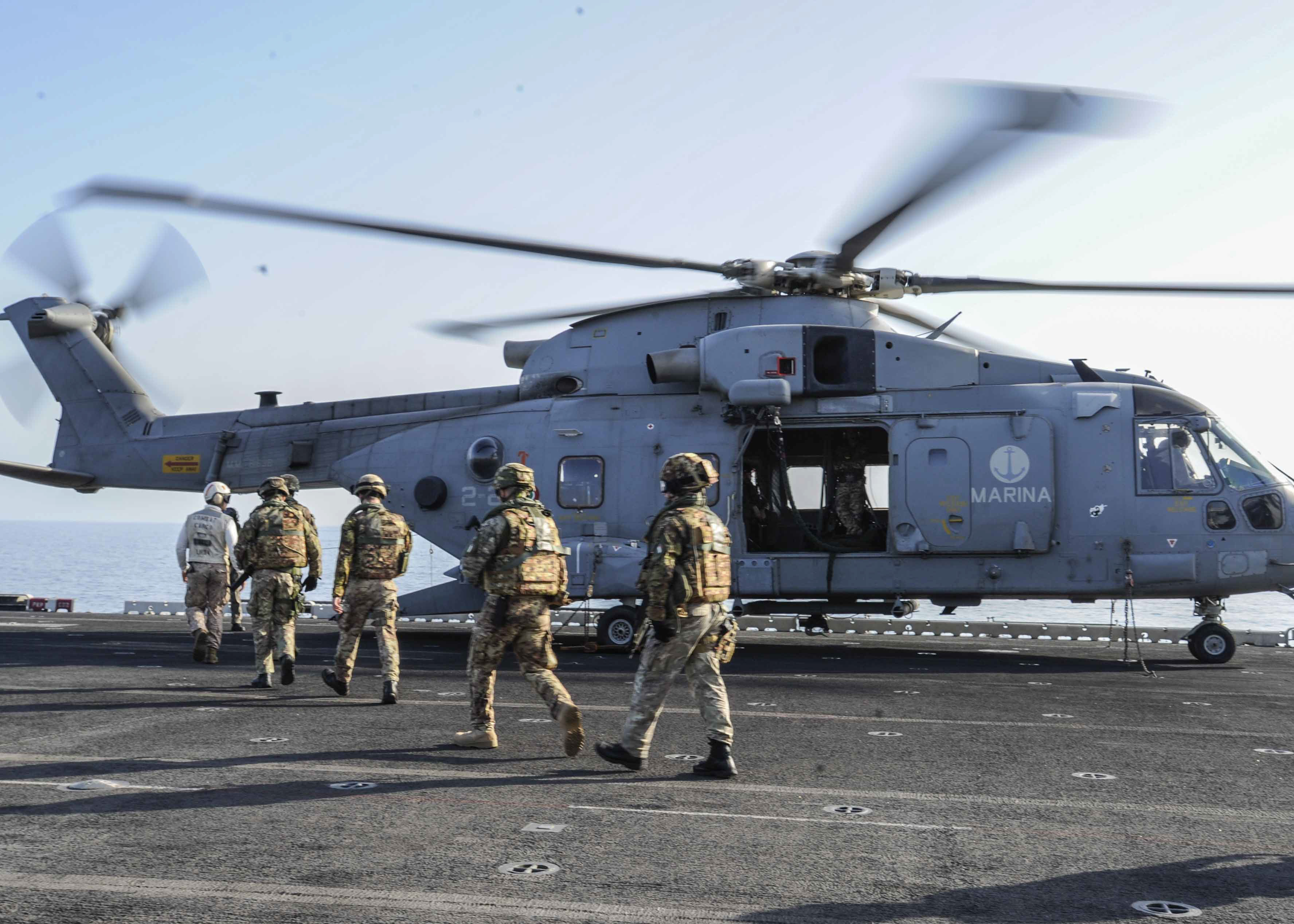
Soldaten der San-Marco-Brigade bei einer Übung

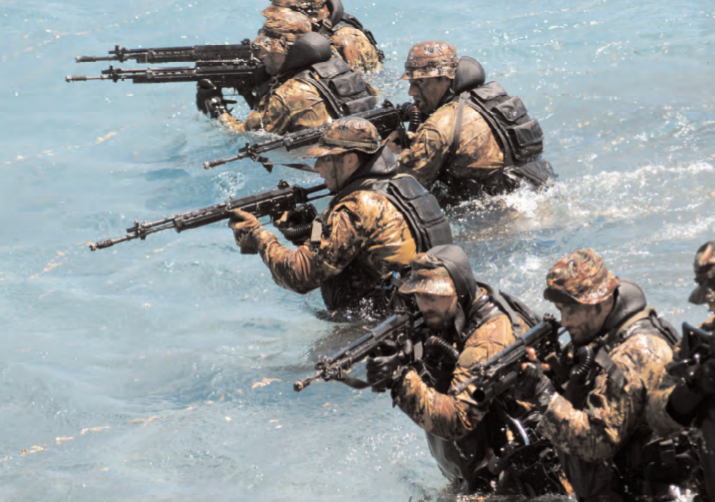
Übung, 2016

### Stab und Unterstützungskräfte
Die San-Marco-Brigade besteht aus rund 3.800 Marinesoldaten. Der Kommandeur der amphibischen Kräfte der Marine (Comando delle Forze Anfibie, COMFORANF; bis 2013 COMFORSBARC) ist zugleich Kommandeur der Brigade. Er führt auch den gemeinsamen Stab der amphibischen Truppen von Heer und Marine (Forza di Proiezione dal Mare). Das Hauptquartier befindet sich in der Stauferburg am inneren Hafen von Brindisi.
Dem Brigadestab untersteht eine Führungsunterstützungseinheit, das Ausbildungsbataillon Caorle und eine Einheit mit kleineren Landungsbooten unmittelbar. Zugeordnet, aber nicht dauerhaft unterstellt sind der Brigade drei Landungsschiffe der San-Giorgio-Klasse sowie eine Hubschrauberstaffel in Grottaglie. Seit Ende 2012 wird der leichte Flugzeugträger Giuseppe Garibaldi primär in einer neuen Rolle als Hubschrauberträger für amphibische Operationen genutzt. Dieser wird voraussichtlich 2022 von dem amphibischen Angriffsschiff Trieste abgelöst. Darüber hinaus ist der Träger Cavour für die Aufnahme von rund 400 Marineinfanteristen ausgelegt.

### 1. Regiment
Das 1. San-Marco-Regiment ist in der Carlotto-Kaserne rund fünf Kilometer westlich von Brindisi untergebracht (⊙). In diesem Regiment sind die amphibischen Kräfte der Marine zusammengefasst. Dabei handelt es sich um die beiden amphibischen Infanteriebataillone Grado und Venezia, das logistische Unterstützungsbataillon Golametto und eine Führungseinheit in Bataillonsstärke, welche sich aus einer Führungskompanie, einer Fernmeldekompanie, einem Pionierzug, einem HUMINT-Zug und der Fallschirmjäger-Schwimmer-Kompanie zusammensetzt. Letztere Kompanie stellt die Aufklärungskomponente des Regiments. Bei Bedarf kann das 1. Regiment durch das Lagunari-Regiment und weitere Einheiten der Kavalleriebrigade „Pozzuolo del Friuli“ des Heeres unterstützt werden, insbesondere durch Aufklärungs-, Artillerie-, Pionier-, Fernmelde- und Logistikeinheiten.

### 2. Regiment
Das ebenfalls in Brindisi stationierte 2. Regiment ist mit seinen vier Einsatzkompanien vorwiegend mit Maritime Interdiction Operations beauftragt, also beispielsweise mit der Durchführung von Embargokontrollen auf Handelsschiffen oder mit der Bekämpfung der Piraterie durch Boarding- oder Sicherungskräfte auf See. Soldaten des Regiments übernehmen an Bord von italienischen Kriegsschiffen Sicherheitsaufgaben.

### 3. Regiment
Im 3. Regiment mit Stab in Rom ist der Objektschutzdienst der Marine (Servizio Difesa Installazioni, SDI) aufgegangen. Es übernimmt den Schutz von Stützpunkten und sonstigen Einrichtungen der Marine an Land. Hierfür bestehen die drei kleinen SDI-Bataillone „Nord“ in La Spezia, „Mitte“ in Rom und „Süd“ in Tarent als Bereichskommandos mit nachgeordneten SDI-Kompanien in La Spezia, La Maddalena, Rom, Tarent, Brindisi und Augusta, wobei abgesetzte Züge unter anderem bei Marinefliegerstützpunkten, Munitionsdepots, Fernmeldeanlagen, Stäben, Schulen usw. stationiert sind. Darüber hinaus unterhält das Bataillon in Rom eine Ehrenkompanie und das in Tarent eine Kompanie zur Unterstützung von Sicherheits- und Zivilschutzkräften.

### Sonstiges
Das Kampfschwimmerkommando COMSUBIN gehört der Brigade nicht an. Es übernimmt jedoch die Ausbildung von Marineinfanteristen mit besonderen Aufgaben. Dabei handelt es sich zum Beispiel um die Aufklärung von Landungszonen und die Beseitigung von Sperren, Hindernissen und Kampfmitteln durch Soldaten, die per Hubschrauber oder Speedboot angelandet oder von U-Booten abgesetzt werden. Auch Boarding- und Sicherungskräfte erhalten bei Bedarf eine besondere Unterweisung durch COMSUBIN.
Die Soldaten der San-Marco-Brigade werden in der italienischen Marine nicht als „Marineinfanteristen“, sondern als „Marinefüsiliere“ bezeichnet. Eine weitere geläufige Bezeichnung ist marò, was in etwa dem englischen Begriff marines entspricht. Marò war ursprünglich eine marineinterne Abkürzung (mar.o) für marinaio oder Seemann ohne besondere Qualifikationen. Die informelle Bezeichnung „Löwen“ bezieht sich auf den Markuslöwen im Wappen der Brigade. Die San-Marco-Soldaten, die die amphibische Grundausbildung bewältigt haben, tragen seit 2023 graugrüne Barette.
In der Stauferburg am Hafen von Brindisi befindet sich neben dem Stab der Brigade und sonstigen militärischen Dienststellen auch ein kleines Museum, das die Geschichte der italienischen Marineinfanterie darstellt. Das Museum ist für Zivilisten in der Regel nicht zugänglich, Führungen gibt es aber auf Anfrage.

## Ausrüstung

### Leichte Waffen
- Beretta 92FS (Pistole, 9 mm)
- Heckler&Koch MP5A3 (Maschinenpistole)
- Beretta SC70/90 (Sturmkarabiner, 5,56 mm), in den Kampfeinheiten durch das Nachfolgemodell Beretta ARX-160 ersetzt
- M203 (Granatwerfer für AR70/90, 40 mm)
- GLX-160 (Granatwerfer für ARX-160, 40 mm)
- FN Minimi (leichtes Maschinengewehr, 5,56 mm)
- MG3 (Maschinengewehr, 7,62 × 51 mm)
- Browning M2 (schweres Maschinengewehr, 12,7 mm)
- Panzerfaust 3
- Instalaza C90 (Panzerfaust)
- MILAN (Panzerabwehrlenkwaffe)
- TOW (Panzerabwehrlenkwaffe)
- Spike (Panzerabwehrlenkwaffe, ersetzt in der Version MR und LR die Panzerabwehrlenkwaffen MILAN respektive TOW)
- Stinger (Flugabwehrlenkwaffe)
- Mörser (81 mm)
- Thomson-Brandt Mörser (120 mm)

### Gepanzerte Fahrzeuge

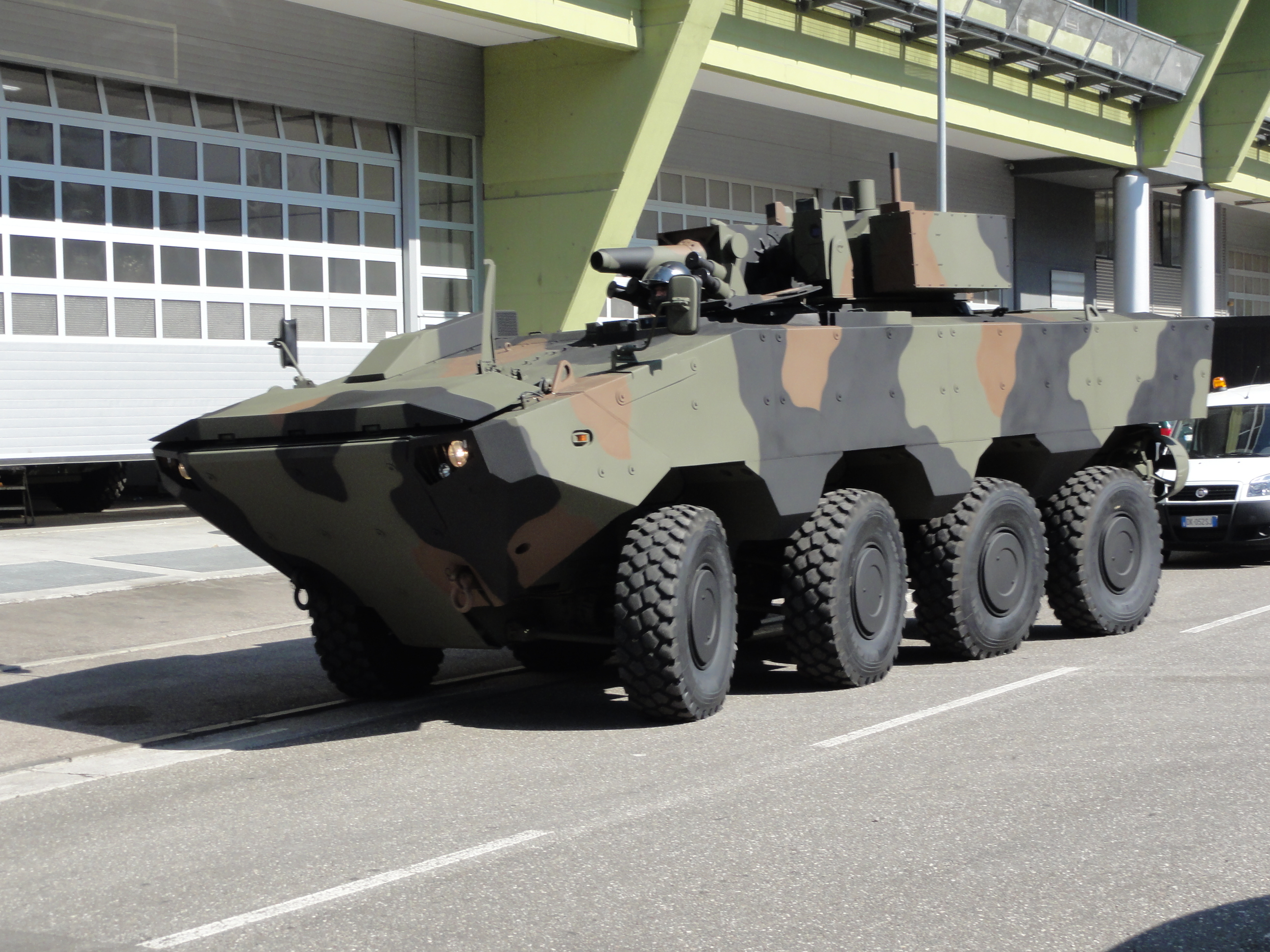
Iveco SuperAV 2011 in Bozen

- AAV7-A1
- Iveco SuperAV (VBA)

### Leicht gepanzerte Fahrzeuge
- VTLM Lince
- VTMM Orso ersetzt den ungepanzerten VM 90

## Verweise